# Interkulturelles Lernen

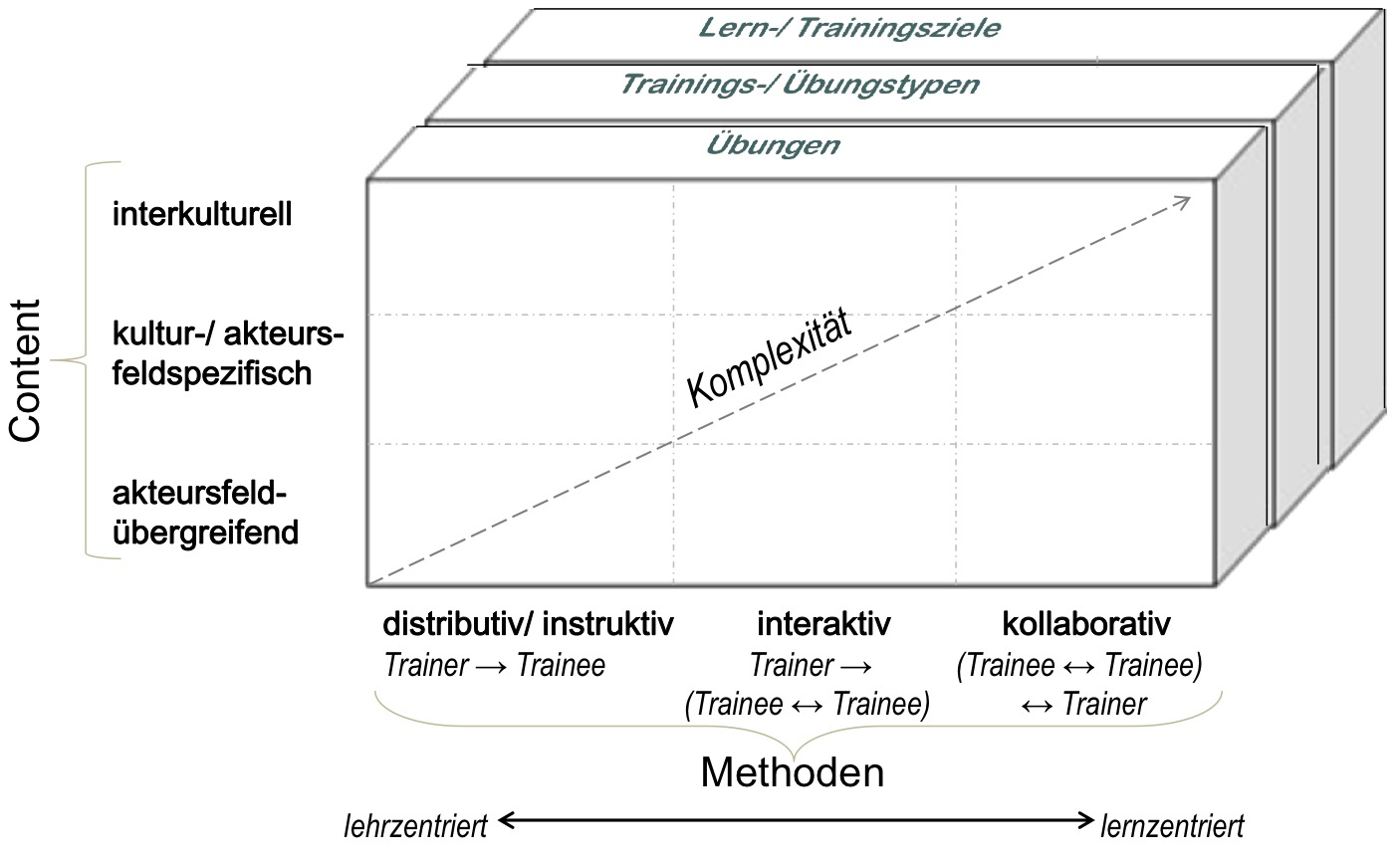
Systematisierung verschiedener Lernmethoden für interkulturelles Lernen (nach Bolten, 2016)

Interkulturelles Lernen bezeichnet eine Form des sozialen Lernens mit dem Ziel des Erwerbs interkultureller Kompetenz. Diese ist Grundlage für eine erfolgreiche interkulturelle Kommunikation und Zusammenarbeit mit Menschen aus anderen Kulturen.
Als Teilziele des interkulturellen Lernens bzw. Komponenten der interkulturellen Kompetenz gelten:
- bewusster und kritischer Umgang mit Stereotypen
- Aufbau von Akzeptanz für andere Kulturen
- Überwindung von Ethnozentrismus
- Verständnis der eigenen Kulturverhaftung und Enkulturation
- Verständnis für Fremdheit bzw. Fremdheitsdynamiken

Es gibt unterschiedliche Möglichkeiten zur Verbesserung der interkulturellen Kompetenz. Diese finden entweder „on-the-job“ (z. B. interkulturelles Coaching, interkulturelle Mediation) oder „off-the-job“ statt. Mit letzterem sind meistens interkulturelle Trainings gemeint.

## Phasen interkulturellen Lernens
Mehrere Forscher legen nahe, dass sich das interkulturelle Lernen in mehreren Phasen abspielt (u. a. Kalervo Oberg: Kulturschock; Alexander Thomas: Sechs-Stufen-Modell; Milton Bennett: Developmental Model of Intercultural Sensitivity (DMIS)). Diesen Modellen ist gemein, dass sie davon ausgehen, dass der interkulturelle Austauschprozess zunächst für Irritationen sorgt und auf Ablehnung stößt. Erst mit der Zeit der Auseinandersetzung mit der Fremdheit, entsteht zunächst das Verständnis und die Akzeptanz der bis dahin unbekannten Kultur. Die letzte Stufe stellt in den meisten Phasenmodellen die Integration dar oder die Fähigkeit zur konstruktiven Nutzung der interkulturellen Austauschsituation (Synergiedenken).

## Interkulturelle Trainings

### Entstehung interkultureller Trainings
In den 1950er Jahren gewann im Außenministerium der Vereinigten Staaten von Amerika die Forderung an Bedeutung, Diplomaten für den Einsatz außerhalb der USA kulturell vorzubereiten. Mit der Ausarbeitung eines entsprechenden Konzepts wurde eine Forschungsgruppe um den Ethnologen und Linguisten Edward T. Hall betraut. Die ersten Kurse dauerten vier Wochen und zielten auf die Verbesserung landeskundlicher Kenntnisse sowie sprachlicher und persönlicher Kompetenzen ab. Hall und seine Kollegen gelten seither als Pioniere der interkulturellen Trainingsforschung und -praxis. Mittlerweile werden interkulturelle Trainings nicht mehr nur für die Auslandsvorbereitung von Expatriates verwendet, sondern auch in der Jugendarbeit, für die Förderung von interkultureller (und virtueller) Teamarbeit, bei interkulturellen Öffnungs- und Integrationsprozessen.

### Typologisierung interkultureller Trainings
Interkulturelle Trainings sollen die Fähigkeit der Teilnehmer zur sozialen Interaktion mit Angehörigen anderer Kulturen verbessern. Eine Typologisierung solcher Trainings, die in der Literatur häufig referenziert wird, geht zurück auf einen Aufsatz von William B. Gudykunst und Mitchell R. Hammer. Danach kann in Bezug auf den Inhalt zwischen kulturunabhängigen und kulturspezifischen Trainings unterschieden werden, und in Bezug auf den Prozess nach informatorischen oder interaktionsorientierten. Jürgen Bolten spezifiziert die Methoden interkultureller Trainings weiter. Demnach unterscheiden sich Trainings(bestandteile) hinsichtlich ihrer Lehr- bzw. Lernmethoden („learning by distribution“; „learning by interaction“, „learning by intercultural collaboration“). Ferner unterscheiden sie sich hinsichtlich des Trainingscontents (kulturspezifisch, kulturvergleichend, interkulturell).
Aus der Typologie von Gudykunst / Hammer ergeben sich vier Trainingstypen mit den im Folgenden näher beschriebenen Inhalten und Methoden. Interkulturelle Trainings können die Dauer von ein paar Stunden bis zu mehreren Tagen haben oder über einen längeren Zeitraum durchgeführt werden (z. B. interkulturelle Planspiele).

### Kulturspezifisch-informatorisches Training

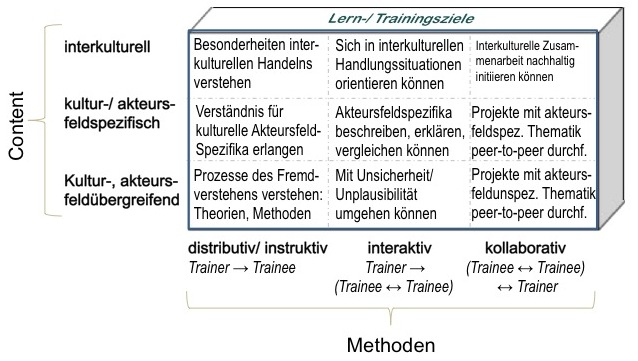
Bei jedem Training können unterschiedliche Lernziele vorliegen – diese gilt es vor jedem Training zu prüfen (nach Bolten, 2016)

- kulturspezifischer Assimilator (Culture Assimilator)
- kulturspezifische Seminare, z. B. zu Geschichte, Alltagsgeschichte und Wertewandel eines Kulturraums
- diskursanalytisch fundierte Trainings
- Fallstudienbearbeitung
- Fremdsprachenunterricht

#### Culture-Assimilator
Der Culture-Assimilator-Ansatz ist eine Methode des informatorischen Trainings auf der Grundlage der Prinzipien des programmierten Lernens. Er wurde in den sechziger Jahren von Harry Triandis (Universität Illinois) entwickelt und in Deutschland Anfang der neunziger Jahre u. a. von Alexander Thomas eingeführt.

##### Ziele und Methoden
Culture Assimilator bestehen aus zahlreichen kurz geschilderten Situationen, die jeweils eine für den zu Trainierenden mehr oder weniger unverständliche Reaktion der Angehörigen einer fremden Kultur beschreiben (Critical incident). Zu jeder Situation werden mehrere Erklärungs- bzw. Verhaltensmöglichkeiten angeboten. Nach der Entscheidung erhält der Leser üblicherweise im Antwortteil eine Bewertung für seine Wahl und eine Erklärung, welche Verhaltensoption in der Zielkultur wahrscheinlich oder angemessen ist. Dabei geht es darum, zu lernen, wie Angehörige der Kultur die Situation attribuieren (= deuten, Ursache zuschreiben). Ziel des Culture Assimilator ist es, sich Ereignisse so zu erklären, wie es die Mehrheit der Angehörigen der Kultur tun würde. Nach Thomas kommt in den Critical Incidents die Wirkung unterschiedlicher Kulturstandards zum Tragen (zum Beispiel die Bedeutung des Aufbaus eines Vertrauensverhältnisses in China oder unterschiedliches Zeitmanagement). Mehrere Critical Incidents werden zu einem Kulturstandard zusammengefasst, der dann ausführlicher beschrieben wird. Sie werden sowohl in Buch-, als auch in computerunterstützter Form angeboten.

##### Stärken und Schwächen
Die Stärken dieser Methode liegen in der einfachen Anwendung. Culture Assimilator sind überall einsetzbar und können kulturspezifisch, sowohl kosten- wie zeiteffektiv auf den Kontakt mit einer fremden Kultur vorbereiten. Kritisch wird vor allem gesehen, dass die Auswahl der Situationen nicht immer relevant für die konkreten Aufgaben des Lesers in der fremden Kultur ist. Außerdem ist der Erkenntnisgewinn meist rein kognitiv, da es sich nicht um ein Verhaltenstraining mit aktiven Interaktionsmöglichkeiten handelt. Durch die fehlende Bearbeitung des emotionalen Anteils ist die Lernerfahrung nicht immer nachhaltig. Zudem schildern Culture Assimilator eine Reihe kritischer Situationen, so dass der Eindruck entsteht, Interkulturalität sei durchweg mit Konflikt verbunden, deren Auslöser zumeist „der Fremde“ ist.

### Kulturunabhängiges-informatorisches Training
Kulturunabhängige-informatorische Trainings haben nicht das Ziel, Trainingsteilnehmer auf eine spezifische Kultur vorzubereiten, sondern vermitteln das allgemeine Wissen über die Entstehung interkultureller Konflikte oder interkultureller Synergien. Häufig werden hier folgende Aspekte thematisiert:
- Mechanismen der Eigen-, Fremdkultur und Third Culture
- Akkulturationsprozesse und Kulturschock
- interkulturelle Kommunikationstheorie
- Kulturanthropologie
- kulturvergleichende Psychologie

Methodisch können in dieser Form der Trainings die Vorträge des Trainers auch durch Fallstudien (Critical Incidents) unterstützt werden, sofern deren Augenmerk nicht auf den Kulturstandards liegt, sondern auf den allgemeinen interkulturellen Dynamiken. Ferner bedient man sich Selbsttests und Selbstreflexionen sowie Trainingsvideos.

### Kulturübergreifendes-interaktionsorientiertes Training
- interkulturelle Workshops (multikulturelle Gruppen)
- Simulationen, Rollenspiele zur interkulturellen Sensibilisierung

In kulturübergreifenden-interaktionsorientierten Trainings werden die Teilnehmer mit Fremdheits- und Unsicherheitserfahrungen konfrontiert, welche nicht einen speziellen Kulturraum betreffen, sondern geeignet sind, auf verschieden interkulturelle Begegnungen transferiert zu werden. Häufig wird von „kultursensibilisierenden Maßnahmen“ (Culture-Awareness-Ansatz) gesprochen.

#### Ziele und Methoden
Der Culture-Awareness-Ansatz basiert auf der theoretischen Annahme, dass die zentrale Schwierigkeit interkultureller Kommunikation darin besteht, dass man normalerweise sein eigenes, kulturgeprägtes Wahrnehmungs-, Denk- und Wertesystem nicht relativiert. Den Teilnehmern eines Trainings soll der eigene kulturelle Einfluss bewusst und damit verdeutlicht werden, dass andere kulturelle Perspektiven völlig andere Sichtweisen des vermeintlich Selbstverständlichen hervorbringen können. Damit sollen die Teilnehmer anderen Kulturen sensibel, offen und vorurteilsfrei begegnen. Inhaltlich liegt der Fokus also nicht auf den Normen und Werten einer bestimmten fremden Kultur, sondern auf all den Haltungen des Teilnehmers, die interkulturelle Sensibilität verhindern. Der Lerngewinn für die Teilnehmer besteht vor allem im Erkennen der kulturellen Einflüsse auf das eigene Verhalten.
Methodisch werden überwiegend Simulationsübungen, Diskussionsgenerierende Aufgaben und Rollenspiele eingesetzt. Besonders populär sind die Methoden Barnga und Bafá Bafá. Bei Barnga handelt es sich um ein Kartenspiel, bei dem missverständliche Kommunikation provoziert wird und das Verstehen der Dynamik von unbewusst vorausgesetzten Regelsystemen reflektiert werden soll. Bei Bafá Bafá lernen die Teilnehmer als Mitglieder fiktiver und gegensätzlicher Kulturen mit abstrakten Fremdheitserfahrungen umzugehen. Auch Fallstudien mit Critical Incidents können interaktiv aufgebaut sein.

#### Stärken und Schwächen
Die Stärken dieses Ansatzes liegen vor allem in der universellen Anwendbarkeit, da es bei der Methode vor allem um die Selbstreflexion der Teilnehmer geht. Sie eignet sich für Schüler, Studenten und Berufsanfänger, sowie für Berufstätige die mit einer Vielzahl unterschiedlicher kultureller Gruppen befasst sind. Die Schwäche des Culture-Awareness-Ansatzes liegt umgekehrt in seiner fehlenden kulturellen Spezifik, da der Teilnehmer nichts über eine konkrete Fremdkultur erfährt, sowie in seinem stereotypen, essentialistischen Kulturansatz, bei dem die Angehörigen der (fiktiven oder realen) Kulturen homogen und vorhersagbar handeln.

### Kulturspezifisches-interaktionsorientiertes Training
- bikulturelle Kommunikations-Workshops
- kulturspezifische Simulationen
- Sensibilitätstrainings
- Interkulturelle Kollaborationen und Projekte

#### Ziel und Methode
Der kulturspezifischen-interaktionsorientierten Trainings werden Simulationen oder Rollenspiele mit Vertretern verschiedener Kulturen durchgeführt. Hierdurch entstehen realitätsnahe Dynamiken, die analysiert und auf weitere Praxissituationen transferiert werden. Bei dieser Trainingsform kommt es häufig zu Team-Teaching, durch zwei Trainer mit unterschiedlichem kulturellem Hintergrund. Bei manchen Trainings (zum Beispiel dem Contrast-Culture-Ansatz) werden aufgaben- und regionenspezifische Settings kreiert.
Im Rahmen des elektronisch gestützten Lernens gibt es auch für kulturspezifisch-interaktionsorientierte Trainings E-Planspiele oder Blended-Learning-Möglichkeiten, bei denen Akteure aus verschiedenen Ländern auch über einen längeren Zeitraum und über Zeitzonen hinweg miteinander interagieren können.

#### Stärken und Schwächen
Kulturspezifisch-interaktionsorientierte Trainings ermöglichen interkulturelles Lernen in aufgaben- und länderspezifischen Situationen. Zudem entstehen realistische interkulturelle Dynamiken. Allerdings sind sie in Bezug auf Zeit und Kosten sehr aufwändig.

### Reintegrationstraining
Ausgehend von der Erkenntnis, dass die Rückkehr in das Heimatland und der damit verbundene so genannte Reintegrations-Schock (re-entry shock) eine der größten Herausforderungen interkultureller Entsendungen ist, haben sich mittlerweile auch so genannte Reintegrationstrainings etabliert. Diese sollen den Heimkehrern nach einem Auslandseinsatz dabei helfen, die Auslandserfahrungen zu verarbeiten, gewonnene Kompetenzen für die Zukunft zu nutzen und auch falsche Erwartungen an die Rückkehr aufzufangen.

### Rolle der Trainer in interkulturellen Trainings
Interkulturelle Trainings werden häufig von freiberuflichen Dozenten durchgeführt. Teilweise sind diese auch institutionell angebunden (z. B. an eine Hochschule, einen Verein, ein Beratungsunternehmen oder die Außenhandelskammern). Für die Durchführung von interkulturellen Trainings existieren Weiterbildungen für Trainer (und Lehrkräfte). Zur Durchführung einer Trainingseinheit (z. B. eines Rollenspiels) gehört eine gute Vorbereitung und vor allem ein sensibles Debriefing der Teilnehmer. Dieses verhindert die Etablierung von Stereotypen und unterstützt die Trainees bei der Reflexion der Erfahrungen, zumal die Teilnehmer während der Übung teilweise irritierende Fremderfahrungen und Selbsterfahrungen gemacht haben. Interkulturelle Trainer sind häufig Moderatoren, die nicht sich selbst, sondern die Teilnehmer und deren Erfahrungen in den Mittelpunkt stellen und die Selbsttätigkeit der Teilnehmer stärken.
Stiftung Warentest (Finanztest) analysierte im Jahr 2004 zehn interkulturelle Trainings verschiedener Anbieter zu den Ländern USA und China und ermittelte deutliche Qualitätsunterschiede zwischen den Anbietern.

## Interkulturelles Coaching
Das interkulturelle Coaching ist eine individuelle, persönliche Unterstützungsleistung für Personen oder Gruppen, die in interkulturellen Kontexten tätig sind. Das Ziel ist, die gecoachten Personen oder Gruppen über eine Persönlichkeits- oder Organisationsentwicklung in die Lage zu versetzen, erfolgreich und angemessen zu agieren. Die gecoachten Personen sollen u. a. Ziele definieren und verfolgen können, auftretende interkulturelle Konflikte reflektieren und Lösungen finden lernen, sowie Perspektiven und Grundeinstellungen überdenken. Im Gegensatz zum interkulturellen Training erfolgt das Coaching zumeist on-the-job, also mit Personen oder Gruppen, die bereits im interkulturellen Kontext tätig sind (und nicht primär als Vorbereitungsmaßnahme). Außerdem umfasst es – anders als viele interkulturelle Trainings – mehrere Sitzungen bzw. Phasen. Bolten verweist darauf, dass interkulturelles Mentoring eine mit dem Coaching verwandte Form ist. Dabei übernehmen zum Beispiel in interkultureller Arbeitspraxis erfahrene Kollegen die Rolle des Coaches.

## Interkulturelles Lernen in der Schul- und Jugendarbeit
Im Bereich der Schul- und Jugendarbeit gibt es verschiedene Formen, die sich inhaltlich und methodisch nach den Zielsetzungen Interkulturelle Kommunikation, Antirassismus, Mediation und Konfliktbearbeitung/Deeskalation unterscheiden. Auch hier können interkulturelle Trainings eingesetzt werden jedoch auch interkulturelles Coaching, interkulturelle Mediation und interkulturelle Projektarbeit.
Ebenso wie in der interkulturellen Erwachsenenbildung wird auch bei Kindern und Jugendlichen der gezielte Aufbau von Kompetenzen gefördert, indem eine hohe Lernintensität erreicht wird, die nahe an der Person der Schüler bleibt, Verhalten durch Übungen und Erprobungen bildet und immer eine Reflexion der Lernprozesse und -ergebnisse beinhaltet.

## Anpassungskonflikte durch interkulturelles Lernen
Wo Angehörige verschiedener Kulturkreise aufeinandertreffen, kann es leicht zu interkulturellen Meinungsverschiedenheiten und Konflikten kommen. Ein interkulturelles Training kann die Lernenden in die Lage versetzen, sich auf mögliche Konfliktpunkte und Kommunikationsunterschiede vorzubereiten. Doch die Anpassung durch derartige Trainings kann ihrerseits auch Grund für interkulturelle Missverständnisse sein. Die Hauptursachen liegen in der Überanpassung sowie der konfligierenden Anpassungen der Lernenden:

### Hyperkorrektur
Eine Überanpassung liegt dann vor, wenn sich die eine Partei des interkulturellen Austausches übertrieben stark an die Gegenseite anpasst. Dies kann Befremden und sogar Belustigung hervorrufen. Beispielsweise lässt sich beobachten, dass sich Angehörige der deutschen Kultur im Kontakt mit chinesischen Kulturvertretern übermäßig höflich verhalten, obwohl dies nicht mehr zeitgemäß oder nur in bestimmten Situationen üblich ist. Dies kann auf der chinesischen Seite als Anbiedern empfunden werden. Somit würde das unangemessene Anpassungsverhalten nicht das gewünschte gegenseitige Verständnis erreichen, sondern gegenteilig zu Entfremdung führen.

### Kontrakorrektur
Gegenläufige Korrekturen durch interkulturelles Lernen liegen dann vor, wenn sich beide Seiten des interkulturellen Austausches (zu stark) an das Gegenüber anpassen. Im eben genannten Fall des deutsch-chinesischen Austauschs ist es denkbar, dass sich etwa eine Chinesin besonders direkt ausdrückt, um sich an die deutsche Gesprächskultur anzupassen, wohingegen die Deutsche sich sehr höflich verhält, um sich der chinesischen Seite anzugleichen. Hierdurch könnte ebenfalls eine Konfliktsituation entstehen, obwohl auf beiden Seiten versucht wurde, sich positiv anzupassen.
Vor allem das Selbststudium führt zu Formen von Hyper- und Kontrakorrektur, da keine Trainer oder Lehrer den Anpassungsprozess begleiten und gegebenenfalls korrigieren können. Erfahrene Trainer von interkulturellen Schulungen weisen auf diese Formen des falschen Lernens in ihren Veranstaltungen hin.

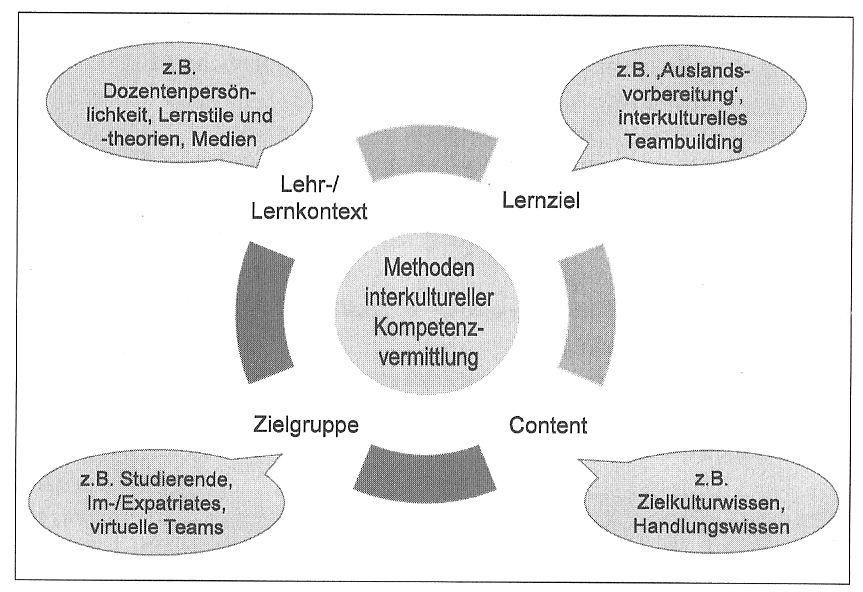
Bei interkulturellen Trainings müssen stets diese vier Bedingungsfaktoren berücksichtigt werden